# 1000 Oceans
1000 Oceans è un brano della cantante Tori Amos, pubblicato come secondo singolo del suo quinto album in studio, To Venus and Back, il 9 settembre 1999.

## Background
Amos ha spiegato che l'idea per la composizione della canzone è nata da un sogno: una donna anziana africana le canticchiò la melodia. Lei si svegliò alle 5:30 del mattino per registrarla in versione piano. Mentre l'ispirazione per il testo le venne dopo la morte di suo padre nel febbraio del 1999..

## Critica
La canzone ha ricevuto per lo più critiche positive. VH1 l'ha definita «una delle canzoni più "ondeggianti" che l'artista abbia scritto, anche se la sua efficacia è data dal fatto che la cantante gioca il ruolo di un agnello sacrificale per un figlio maschio.» The Teach l'ha definita bellissima e dalle melodie imprevedibili, una delle ballad più forti insieme a Lust. Il sito Music Critic ha recensito positivamente il singolo, aggiungendo che questo brano dimostra che Amos è ancora in grado di scrivere canzoni pop acustiche e questo soffia via i vari imitatori della cantante che si sono visti durante gli anni.

## Video
Nel video, diretto da Eric Ifergan e girato a Los Angeles, Amos è rinchiusa in un cubo di vetro posto su una strada molto trafficata. Prigioniera nel cubo, diventa osservatrice di tutto ciò che accade su quella strada, dal nascere di storie d'amore a rivolte cittadine. Il video è stato pubblicato il 24 ottobre 1999.

## Tracce
Promo Single
1. 1000 Oceans – 4:11

US Maxi Single
1. 1000 Oceans – 4:16
2. Baker Baker – 3:53
3. Winter – 6:58
4. 1000 Oceans (Video)
5. Bliss (Video)

US 7 Version
1. 1000 Oceans – 4:17
2. Baker Baker – 3:56

Germany Maxi Single
1. 1000 Oceans – 4:19
2. Hey Jupiter – 4:31
3. Upside Down – 5:47